# Saint-Rémy-la-Varenne
Saint-Rémy-la-Varenne is een plaats en voormalige gemeente in het Franse departement Maine-et-Loire in de regio Pays de la Loire en telt 977 inwoners (2005) De plaats maakt deel uit van het arrondissement Angers.

## Geschiedenis
De plaats maakt sinds 22 maart 2015 deel uit van het op die dag gevormde kanton Les Ponts-de-Cé toen het kanton Thouarcé, waar de gemeente daarvoor onder viel, werd opgeheven. Op 15 december 2016 werd de gemeente opgeheven en opgenomen in de op die dag gevormde commune nouvelle Brissac Loire Aubance.

## Geografie
De oppervlakte van Saint-Rémy-la-Varenne bedraagt 15,8 km², de bevolkingsdichtheid is 61,8 inwoners per km².
De onderstaande kaart toont de ligging van Saint-Rémy-la-Varenne met de belangrijkste infrastructuur en aangrenzende gemeenten.

## Demografie
Onderstaande figuur toont het verloop van het inwonertal.